# Mahala (gmina Rogatica)
Mahala (cyr. Махала) – wieś w Bośni i Hercegowinie, w Republice Serbskiej, w gminie Rogatica. W 2013 roku liczyła 1 mieszkańca.